# Funzioni di Anger
In matematica, le funzioni di Anger sono funzioni speciali introdotte da C. T. Anger nel 1855. Si tratta di soluzioni dell'equazione di Bessel:
{\displaystyle z^{2}y^{\prime \prime }+zy^{\prime }+(z^{2}-\nu ^{2})y=(z-\nu )\sin(\pi z)/\pi }

## Definizione
Le funzioni di Anger {\displaystyle \mathbf {J} _{\nu }(z)} sono definite dall'integrale:
{\displaystyle \mathbf {J} _{\nu }(z)={\frac {1}{\pi }}\int _{0}^{\pi }\cos(\nu \theta -z\sin \theta )}
Per {\displaystyle \nu \in \mathbb {Z} } la funzione di Anger è semplicemente la funzione di Bessel {\displaystyle J_{n}(z)}.   
Le funzioni di Anger sono soluzioni dell'equazione differenziale ordinaria lineare del secondo ordine non omogenea (equazione di Bessel): 
{\displaystyle z^{2}{\frac {d^{2}w}{dz^{2}}}+z{\frac {dw}{dz}}+(z^{2}-\nu ^{2})w={\frac {(z-\nu )\sin(\nu \pi )}{\pi }}}
Si possono esprimere le funzioni di Anger con le funzioni di Lommel:
{\displaystyle \mathbf {J} _{\nu }(z)={\frac {\sin \nu \pi }{\pi }}s_{0,\nu }(z)-{\frac {\nu \sin(\pi \nu )}{\pi }}s_{-1,\nu }(z)}
e con le funzioni di Weber: 
{\displaystyle \sin(\nu \pi )\mathbf {J} _{\nu }(z)=\cos(\nu \pi )\mathbf {E} _{\nu }(z)-\mathbf {E} _{-\nu }(z)}